# 청천와
청천와(聽天窩)는 경상북도 안동시 녹전면 원천리에 있다. 2010년 3월 12일 안동시의 문화유산 제56호로 지정되었다.